# Gliese 229
Gliese 229 (HD 42581) – gwiazda w gwiazdozbiorze Zająca, odległa o około 18,8 roku świetlnego od Słońca. Okrąża ją podwójny brązowy karzeł Gliese 229B oraz co najmniej dwie planety.

## Charakterystyka obserwacyjna
Gliese 229 znajduje się w środkowo-wschodniej części gwiazdozbioru Zająca, na wschód od Delta Leporis i przy wielkości obserwowanej 8,1m nie jest widoczna nieuzbrojonym okiem. Charakteryzuje się dużym ruchem własnym, który odkrył Willem Jacob Luyten.

## Charakterystyka fizyczna
Gliese 229 A to czerwony karzeł, gwiazda ciągu głównego należąca do typu widmowego M1. Jest zaliczana do gwiazd zmiennych rozbłyskowych. Ma masę 0,58 M☉ i promień 0,55 R☉. Jej temperatura to 3564 K, a jasność to zaledwie 2,8% jasności Słońca.

## Brązowe karły

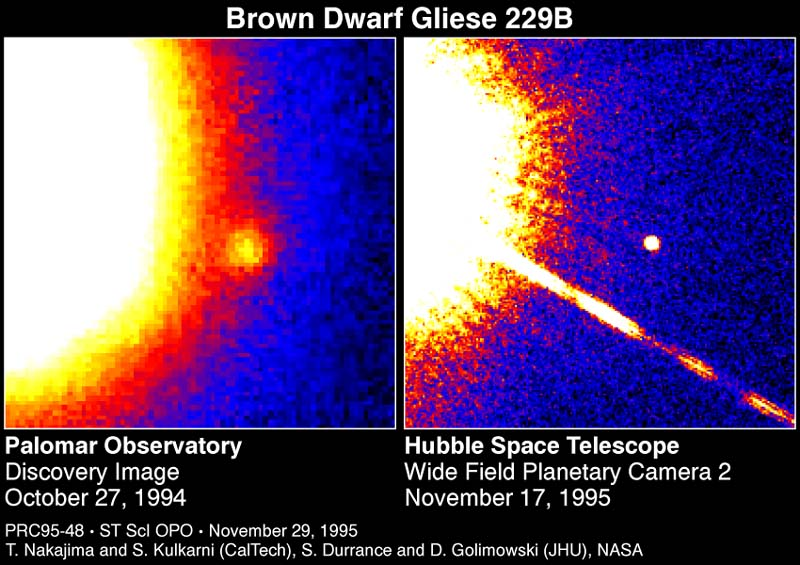
Gliese 229 A/B w podczerwieni: zdjęcia z Obserwatorium Palomar (lewe) i Teleskopu Hubble’a (prawe)

W październiku 1994 roku astronomowie odkryli obiekt, który po dalszych obserwacjach okazał się towarzyszem tej gwiazdy. Oznaczono go Gliese 229B. Było to pierwsze pewne odkrycie brązowego karła, obiektu zbyt masywnego, żeby być planetą, a zbyt małego i chłodnego, aby być gwiazdą. Obserwacji dokonano z Obserwatorium Palomar i za pomocą Kosmicznego Teleskopu Hubble’a. W czasie odkrycia był odległy o 7,8 sekundy kątowej od gwiazdy Gliese 229 A, do 2011 roku przesunął się na orbicie, zbliżając się na 6,2″. Wielkość obserwowana tego karła to 17,1m.
Gliese 229 B zaliczono do typu widmowego T6,5. Masę obiektu na podstawie orbity wokół głównego składnika wyznaczono na 71,4 ± 0,6 MJ, co stanowiło problem dla modeli ewolucyjnych, gdyż obiekt emitował 2–6 razy za mało promieniowania w stosunku do przewidywań. Możliwym wyjaśnieniem była jego podwójność, co udało się potwierdzić w 2024 roku. Układ tworzą dwa bliskie brązowe karły, oznaczone Gliese 229 Ba i Bb. Mają one masy odpowiednio 38,1 ± 1,0 i 34,4 ± 1,5 MJ, okrążają wspólny środek masy w czasie 12,1 doby, w średniej odległości 0,042 au (~16 LD).
Parę Gliese 229 BaBb dzieli od centralnej gwiazdy odległość 33 au, jeden obieg trwa ok. 238 lat. Orbita jest ekscentryczna, o mimośrodzie 0,85.

## Układ planetarny
W 2014 roku poinformowano o odkryciu pierwszej znanej planety krążącej wokół tej gwiazdy. Jest to obiekt o masie podobnej do Neptuna, krążący w odległości ok. 1 au od gwiazdy z okresem 579 dni.
Drugą planetę odkryto w 2020 roku, ma ona masę ok. 8,6 M🜨. Krąży ona bliżej gwiazdy, obiegając ją w czasie 122 dni w odległości 0,38 au. Ekosfera Gliese 229 A rozciąga się od 0,18 do 0,34 au od gwiazdy, zatem planeta krąży już poza nią; współczynnik podobieństwa do Ziemi planety c ma wartość równą 0,56.
| Towarzyszka | Masa minimalna [M🜨] | Okres orbitalny [d]  | Półoś wielka [au] | Ekscentryczność    |
| ----------- | ------------------- | -------------------- | ----------------- | ------------------ |
| Ac          | 8,6 ± 0,6           | 121,933 +0,067−0,081 | 0,384 ± 0,005     | 0,366 +0,065−0,063 |
| Ab          | 15 ± 1              | 579,5 +1,7−1,4       | 1,086 ± 0,015     | 0,40 +0,11−0,12    |